# 19411 Collinarnold
19411 Collinarnold è un asteroide della fascia principale. Scoperto nel 1998, presenta un'orbita caratterizzata da un semiasse maggiore pari a 2,2484279 UA e da un'eccentricità di 0,1191996, inclinata di 3,13713° rispetto all'eclittica.